# Arcesis
Arcesis is een geslacht van vlinders van de familie bladrollers (Tortricidae).

## Soorten
- A. anax Diakonoff, 1983
- A. threnodes (Meyrick, 1905)